# Salix ochetophylla
Salix ochetophylla — вид квіткових рослин із родини вербових (Salicaceae).

## Морфологічна характеристика
Це кущ до 1.5 метра заввишки. Гілочки червонуваті або червонувато-чорні, злегка товсті, блискучі, у молодому віці волохаті, потім ± голі. Листкова ніжка 5–8 мм; листкова пластинка еліптична або зворотно-яйцювато-еліптична, 3–5 × 1–2 см, абаксіально (низ) зеленувата, адаксіально зелена, гола, ворсинчаста вздовж середньої жилки в молодості, край цільний або нечітко залозисто-пилчастий дистально, верхівка гостра або тупа. Жіночі сережки 20–45 × 5–7 мм, густоквіткові. Жіноча квітка: зав'язь зав'язь конічна, гола.

## Середовище проживання
Пн.-зх. Сичуань. Населяє гірські схили; на висоті ≈ 2800 метрів.